# Polygamie au Niger
La polygamie au Niger est reconnue au Niger par le droit coutumier. Aujourd'hui, on estime que plus d'un tiers des femmes nigériennes vivent dans des unions polygames.

## Historique
La pratique de la polygamie au Niger remonte à des siècles, ancrée dans les traditions et les valeurs culturelles de divers groupes ethniques. Avant la colonisation, la polygamie était largement acceptée et souvent pratiquée pour des raisons sociales, économiques et religieuses. Avec l'avènement du colonialisme français au début du 20e siècle, des tentatives de réglementation de la polygamie ont été faites, mais elle est restée profondément enracinée dans la société. Aujourd'hui, bien que la polygamie soit légale, elle est sujette à des réglementations établies par le gouvernement nigérien.

## Législation
Le mariage est un contrat et la polygamie est contenue dans le droit musulman. Dans les versets numéro 3 de la sourate les « femmes », il est écrit qu'il est permis d’épouser deux, trois ou quatre femmes à condition d’être juste.